# 青柳碧人
青柳 碧人（あおやぎ あいと、1980年8月26日 - ）は、日本の小説家。千葉県千葉市生まれ。東京学芸大学教育学部附属高等学校、早稲田大学教育学部社会科地理歴史専修卒業。早稲田大学クイズ研究会出身。

## 経歴
2009年7月、千葉市の学習塾にて学習指導、教材開発を担当するかたわら執筆した、数学ミステリ『浜村渚の計算ノート』で第3回「講談社Birth」小説部門を受賞し小説家デビュー。デビュー作は、中学生に「数学なんか勉強して、一体なんの意味があるの?」と尋ねられて答えに困り、自分なりの答えを見つけてみようとしたのが執筆のきっかけとなった。ミステリ作家の北山猛邦は「『浜村渚の計算ノート』シリーズの優れた点は、絶妙なバランスにある。」とコメントを寄せている。浜村渚の計算ノートシリーズは累計で60万部を突破している。
早稲田大学の先輩にあたる江戸川乱歩と杉原千畝を中心に描いた歴史小説『乱歩と千畝─RAMPOとSEMPO─』（2025年）は第173回直木三十五賞の候補となったが、受賞は逃した。作家の門井慶喜は、「青柳碧人はこの一作によって、いきなり歴史小説の大物となった。」と評した。

## 作品

### 小説

#### 浜村渚の計算ノートシリーズ
イラスト：桐野壱
- 浜村渚の計算ノート（2009年7月 講談社Birth / 2011年6月 講談社文庫）
- 浜村渚の計算ノート 2さつめ ふしぎの国の期末テスト（2010年7月 講談社Birth / 2012年1月 講談社文庫）
- 浜村渚の計算ノート 3さつめ 浜村渚の水色コンパス（2011年5月 講談社Birth）
  - 【改題】浜村渚の計算ノート 3さつめ 水色コンパスと恋する幾何学（2012年6月 講談社文庫）
- 浜村渚の計算ノート 3と1/2さつめ ふえるま島の最終定理（2012年7月 講談社文庫）
- 浜村渚の計算ノート 4さつめ 方程式は歌声に乗って（2013年4月 講談社文庫）
- 浜村渚の計算ノート 5さつめ 鳴くよウグイス、平面上（2014年3月 講談社文庫）
- 浜村渚の計算ノート 6さつめ パピルスよ、永遠に（2015年8月 講談社文庫）
- 浜村渚の計算ノート 7さつめ 悪魔とポタージュスープ（2017年2月 講談社文庫）
- 浜村渚の計算ノート 8さつめ 虚数じかけの夏みかん（2017年10月 講談社文庫）
- 浜村渚の計算ノート 8と1/2さつめ つるかめ家の一族（2018年7月 講談社文庫）
- 浜村渚の計算ノート 9さつめ 恋人たちの必勝法（マーチンゲール）（2019年4月 講談社文庫）
- 浜村渚の計算ノート 10さつめ ラ・ラ・ラ・ラマヌジャン（2023年9月 講談社文庫）
- 浜村渚の計算ノート 11さつめ エッシャーランドでだまし絵を（2024年11月 講談社文庫）

青い鳥文庫版
- 浜村渚の計算ノート (1)（2019年9月 青い鳥文庫）[注 1]
- 浜村渚の計算ノート (2)（2019年10月 青い鳥文庫）[注 2]

#### 雨乞い部っ！シリーズ
イラスト：KEI
- 雨乞い部っ！（2012年3月 講談社ラノベ文庫）
- 雨乞い部っ！2 〜濡れよ若人、雨乞い甲子園〜（2012年10月 講談社ラノベ文庫）

#### ヘンたてシリーズ
イラスト：pomodorosa
- ヘンたて 幹館大学ヘンな建物研究会（2012年6月 ハヤカワ文庫JA）
- ヘンたて2 サンタクロースは煙突を使わない（2013年2月 ハヤカワ文庫JA）

#### 妖怪課シリーズ

##### 朧月市役所妖怪課シリーズ
- 朧月市役所妖怪課 河童コロッケ（2014年3月 角川文庫）
- 朧月市役所妖怪課 号泣箱女（2014年7月 角川文庫）
- 朧月市役所妖怪課 妖怪どもが夢のあと（2015年2月 角川文庫）

##### 綾志別町役所妖怪課シリーズ
- 綾志別町役場妖怪課 暗闇コサックダンス（2017年2月 角川文庫）
- 綾志別町役場妖怪課 すべては雪の夜のこと（2017年9月 角川文庫）

#### ブタカン！シリーズ
- ブタカン！ 〜池谷美咲の演劇部日誌〜（2014年10月 新潮文庫nex）
- 恋よりブタカン！〜池谷美咲の演劇部日誌〜（2015年11月 新潮文庫nex）
  - 収録作品：忍者を一人、削除せよ！ / USB見立て盗難事件を解決せよ！ / 被告人は美咲！ 地区大会ケチャップ裁判 / 美咲蒼白！ 『白柚子姫』はパクリだった!?
- 泣くなブタカン！〜池谷美咲の演劇部日誌〜（2016年12月 新潮文庫nex）

#### JSS進学塾シリーズ
- 国語、数学、理科、誘拐（2013年7月 文藝春秋 / 2016年3月 文春文庫）
- 国語、数学、理科、漂流（2016年12月 文藝春秋 / 2019年7月 文春文庫）

#### 西川麻子シリーズ
- 西川麻子は地理が好き。（2014年11月 文春文庫）
  - 収録作品：メッセージはベルトの跡に / グンカンドリの気が早い犯罪 / 青山士よ、永遠に / ウェールズの長すぎる証拠 / 大将の地図記号 / ナトロン湖畔に愛の像
- 西川麻子は地球儀を回す。（2017年4月 文春文庫）
  - 収録作品：済州島プルコギを食べた男 / ボズロジェーニエの蟻密室 / 今宵、刑事をナビゲート / ギャッベを盗む女 / ジャカの実の落ちる頃

#### 彩菊あやかし算法帖シリーズ
装画：友風子
- 彩菊あやかし算法帖（2015年10月 実業之日本社 / 2017年8月 実業之日本社文庫）
  - 収録作品：彩菊と賽目童子 / 彩菊と赤い亡霊 / 彩菊と呪われた千手観音 / 彩菊と一千八十九稲荷 / 彩菊と逢魔が手毬唄 / 彩菊と死神絵草紙
- 彩菊あやかし算法帖 からくり寺の怪（2017年8月 実業之日本社 / 2020年8月 実業之日本社文庫）
  - 収録作品：彩菊と雷獣針供養 / 彩菊と夜桜人形 / 彩菊と鮟鱇七道具神 / 彩菊とからくり寺 / 彩菊と夢幻コロポックル / 彩菊と虚ろ舟

#### 玩具都市シリーズ
- 玩具都市弁護士（トイ・シティ・ロイヤーズ）（2016年2月 講談社タイガ）
- 上手な犬の壊しかた 玩具都市弁護士（トイ・シティ・ロイヤーズ）（2018年1月 講談社タイガ）

#### ほしがり探偵ユリオシリーズ
- ウサギの天使が呼んでいる ほしがり探偵ユリオ（2017年5月 創元推理文庫）
  - 収録作品：誰のゾンビ？ / デメニギスは見ていた / ウサギの天使が呼んでいる / 琥珀の心臓を盗ったのは / 顔ハメ看板の夕べ
- 晴れ時々、食品サンプル ほしがり探偵ユリオ（2018年7月 創元推理文庫）
  - 収録作品：馬のない落馬 / 判じてモナムール / 神の手、再び / ほしがりvs.捨てたがり / 告別式に、食品サンプルの雨が降る

#### 猫河原家の人びとシリーズ
装画：MITO（監修：uki）
- 猫河原家の人びと―一家全員、名探偵―（2018年7月 新潮文庫nex）
- 猫河原家の人びと―探偵一家、ハワイ謎解きリゾート―（2019年7月 新潮文庫nex）
- 猫河原家の人びと―花嫁は名探偵―（2020年10月 新潮文庫nex）

#### 昔ばなしシリーズ
- むかしむかしあるところに、死体がありました。（2019年4月 双葉社 / 2021年9月 双葉文庫）
  - 収録作品：一寸法師の不在証明 / 花咲か死者伝言 / つるの倒叙がえし / 密室龍宮城 / 絶海の鬼ケ島
- むかしむかしあるところに、やっぱり死体がありました。（2021年10月 双葉社 / 2023年11月 双葉文庫）
  - 収録作品：竹取探偵物語 / 七回目のおむすびころりん / わらしべ多重殺人 / 真相・猿蟹合戦 / 猿六とぶんぶく交換犯罪
- むかしむかしあるところに、死体があってもめでたしめでたし。（2023年8月 双葉社）
  - 収録作品：こぶとり奇譚 / 陰陽師、耳なし芳一に出会う。/ 女か、雀か、虎か / 三年安楽椅子太郎 / 金太郎城殺人事件

#### 霊視刑事夕雨子シリーズ
イラスト：yoco
- 霊視刑事夕雨子1 誰かがそこにいる（2020年7月 講談社文庫）
- 霊視刑事夕雨子2 雨空の鎮魂歌（2021年2月 講談社文庫）

#### 赤ずきんシリーズ
- 赤ずきん、旅の途中で死体と出会う。（2020年8月 双葉社 / 2022年8月 双葉文庫）
  - 収録作品：ガラスの靴の共犯者 / 甘い密室の崩壊 / 眠れる森の秘密たち / 少女よ、野望のマッチを灯せ
- 赤ずきん、ピノキオ拾って死体と出会う。（2022年10月 双葉社 / 2024年9月 双葉文庫）
  - 収録作品：目撃者は木偶の坊 / 女たちの毒リンゴ / ハーメルンの最終審判 / ティモシーまちかど人形劇 / なかよし子豚の三つの密室
- 赤ずきん、アラビアンナイトで死体と出会う。（2024年10月 双葉社）
  - 収録作品：アラジンと魔法のアリバイ / アリババと首吊り盗賊 / シンドバッドと三つ子の事件 / アラビアの夜にミステリは尽きず
- 赤ずきん、イソップ童話で死体と出会う。（2025年7月 双葉社）
  - 収録作品：うさぎとかめは移動する / 信用できないアリの穴 / オオカミ少年ゲーム / 北風と太陽

#### ナゾトキ・ジパング
- ナゾトキ・ジパング（2022年6月 小学館）
  - 【改題】ナゾトキ・ジパング SAKURA（2024年7月 小学館文庫）
- ナゾトキ・ジパング HANABI（2024年8月 小学館）

#### その他
- ヒポクラテス・クラブ（2007年9月 新風舎文庫） - 青柳青（あおやぎ あお）名義
- 千葉県立海中高校（2010年5月 講談社Birth） - イラスト：とみー
  - 【改題】東京湾 海中高校（2014年5月 講談社文庫）
- 双月高校、クイズ日和（2011年1月 講談社 / 2013年1月 講談社文庫） - 『ヒポクラテス・クラブ』を加筆修正したもの
- 判決はCMのあとで ストロベリー・マーキュリー殺人事件（2012年2月 角川書店 / 2014年9月 角川文庫） - イラスト：usi
- 希土類少女（レアアース・ガール）（2012年4月 講談社 / 2015年4月 講談社文庫）
- 二人の推理は夢見がち（2018年4月 光文社 / 2021年4月 光文社文庫）
- 家庭教師は知っている（2019年3月 集英社文庫）
  - 収録作品：鳥籠のある家 / 逆さ面の家 / 祖母の多い家 / 蠅の飛ぶ家 / 雪だるまのあった家
- 悪魔のトリック（2019年5月 祥伝社文庫）
  - 収録作品：モーター姫は沈まず / 見えない抜け道 / それが、強さだ / わかれる者、遠きにありて / 九条と有馬
- 未来を、11秒だけ（2019年7月 光文社 / 2021年5月 光文社文庫） - 『二人の推理は夢見がち』続編
- 天使のアイディア（2020年10月 祥伝社文庫）
  - 収録作品：保身の閃光 / 予定されない業火 / 天の刑、地の罰 / 運命の夜 / ほかならぬ、あなたには
- スカイツリーの花嫁花婿（2021年5月 光文社 / 2024年5月 光文社文庫）
- 名探偵の生まれる夜 大正謎百景（2022年12月 KADOKAWA）
- クワトロ・フォルマッジ（2023年2月 光文社）
- 怪談青柳屋敷（2023年5月 双葉文庫）
- 怪談刑事（2024年3月 実業之日本社）
  - 収録作品：繰り返す男 / 猫に憑かれた女優 / トンネルとマヨイガ / 物の怪の出る廃校 / 対決・仏像怪談 / 生霊を追って
- 踏切と少女 怪談青柳屋敷・別館（2024年8月 双葉文庫）
- 令和忍法帖（2025年2月 文藝春秋）
  - 収録作品：天高くアルパカ肥ゆる / 毒を食らわばドルチェまで / アイリよ銃をとれ / 水もしたたるパーティーナイト / 三億円は悠遠のかなた
- オール電化・雨月物語（2025年3月 PHP研究所）
  - 収録作品：シラミネ / 夢応のリギョ / ブッポーソウ / アオズキン / 蛇性のイン / キッカの契り / ヒンプク論 / キビツの釜 / アサヂが宿
- 乱歩と千畝─RAMPOとSEMPO─（2025年5月 新潮社）

### アンソロジー
「」内が青柳碧人の作品
- ベスト本格ミステリ2017（2017年6月 講談社ノベルス）「琥珀の心臓を盗ったのは」
- 新鮮 THE どんでん返し（2017年12月 双葉文庫）「密室龍宮城」
- 超短編！ 大どんでん返し（2021年2月 小学館文庫）「掌編・西遊記」
- Day to Day（2021年3月 講談社 / 2021年3月 講談社【愛蔵版】）「4/10 アメフラシを採りに」
- 現代の小説2021 短篇ベストコレクション（2021年11月 小学館文庫）「消せない指紋」
- Jミステリー2022 SPRING（2022年4月 光文社文庫）「叶えよ、アフリカオニネズミ」
- 数は無限の名探偵（2022年12月 朝日新聞出版 ナゾノベル）「ソフィーにおまかせ」
- 奸計の遁走曲（2022年12月 光文社）「令和忍法帖」
- 密室ミステリーアンソロジー 密室大全（2023年7月 朝日文庫）「密室龍宮城」
- Jミステリー2024 SPRING（2024年4月 光文社文庫）「空白の女」
- Jミステリー2025 SPRING（2025年4月 光文社文庫）「薬師川家のあやとり」
- ブラックボックス、誰が解く？ 君に綴る4つの謎（2025年7月 角川文庫）「ヤンキー、ミステリと出会う ～俺とあいつと、さしすせそ」

### 書籍未収録作品
- 聖マリア・ペレッティの方程式（講談社『IN★POCKET』2012年7月号）
- 幾年月、君を想う（光文社『小説宝石』2018年12月号）
- 真夜中のシャーデンフロイデ（光文社『小説宝石』2019年9月号）
- 消せない指紋（光文社『小説宝石』2020年12月号）
- 8050限定アイテム（光文社『ジャーロ』No.77 2021 JULY）
- 酷寒に、巨大な顔を見る（光文社『ジャーロ』No.85 2022 NOVEMBER）
- 80分間世界一周（光文社『ジャーロ』No.97 2024 NOVEMBER - ）

### 漫画化・漫画原作
- 浜村渚の計算ノート（講談社『月刊シリウス』2013年7月号 - 2016年2月号・『水曜日のシリウス』2016年2月3日 - 12月21日、単行本全10巻、作画：モトエ恵介）
- 利根川りりかの実験室（講談社『なかよし』2014年7月号 - 2015年6月号、単行本全3巻、作画：長谷垣なるみ）
- 放課後ミンコフスキー（講談社『週刊ヤングマガジン』2014年8月18日号 - 2015年9月19日号、単行本全6巻、作画：帯屋ミドリ）
- 赤ずきん、旅の途中で死体と出会う。（双葉社『月刊アクション』2023年3月号[8] - 2024年4月号（休刊号）[9]→『webアクション』[9]、漫画：たなかのか）
- あかがみんは脱出できない（『月刊少年マガジン』2023年5月号[10] - 2024年9月号[11]、漫画：矢崎えり、監修：赤髪のとも【あかがみんクラフト】、企画協力：ガジェット通信）

## 映像化作品

### 映画
- 赤ずきん、旅の途中で死体と出会う。（2023年9月14日配信、Netflix、監督：福田雄一、主演：橋本環奈）[8][12]

### 配信ドラマ
- 古書堂ものがたり 第1話・第2話（2023年4月12日・18日、Lemino・ひかりTV、出演：一ノ瀬美空・川﨑桜、原作：誰のゾンビ？『ウサギの天使が呼んでいる ほしがり探偵ユリオ』所収）[13][14]

## 出演
テレビ
- クイズプレゼンバラエティー Qさま!!（2015年4月13日、テレビ朝日）